# Kistovkai járás

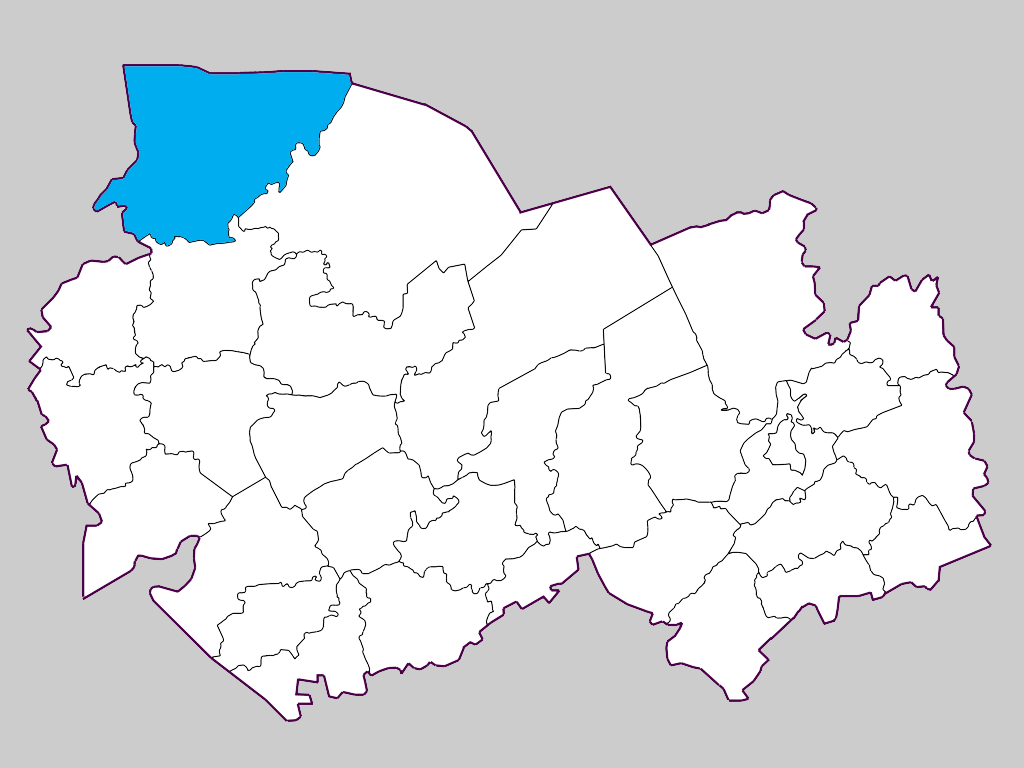
A Kistovkai járás a Novoszibirszki területen

A Kistovkai járás (oroszul Кыштовский район) Oroszország egyik járása a Novoszibirszki területen. Székhelye Kistovka.

## Népesség
- 1989-ben 19 081 lakosa volt.
- 2002-ben 16 427 lakosa volt.
- 2010-ben 12 399 lakosa volt, melyből 11 131 orosz (90%), 869 tatár (7%), 133 csuvas (1,1%), 128 észt (1%), 23 ukrán (0,2%), 15 német, 10 fehérorosz stb.